# Dinastia de Sismanes
Sismanes (em grego: Σισμάνης; romaniz.: Sismánes; em búlgaro: Шишман; romaniz.: Šišman) foi uma dinastia real búlgara de origem parcialmente cumana.
A dinastia governou ininterruptamente o Segundo Império Búlgaro por aproximadamente um século, de 1323 a 1422, quando foi finalmente conquistada pelo Império Otomano. Os Sismanes eram parentes da casa mais antiga dos Asen e, de acordo com historiador ragusano Lukarić, também com a dinastia reinante imediatamente anterior, os Terter. Segundo Plamen Pavlov, o fundador da dinastia, o déspota Sismanes de Vidin pode ter sido irmão de Jorge Terter I, o primeiro imperador búlgaro da dinastia Terter, que teria vindo com ele da Hungria para a Bulgária em 1241.

## Membros
Entre os membros mais notáveis estão:
Ramo principal:
- Déspota Sismanes de Vidin
  - Miguel Sismanes da Bulgária (Miguel Asen III) (n. depois de 1280, r. 1323–1330)

- João Estêvão da Bulgária (r.1330–1331)

- Déspota Belaur de Vidin (m. 1336)

Ramo Esracimir:
- João Alexandre da Bulgária (sobrinho de Miguel Sismanes) (r. 1331–1371)

- coimperador Miguel Asen IV da Bulgária (n. c. 1322, coimperador 1332–1355)
- João Esracimir da Bulgária (n. 1324/1325, r. 1356–1397 em Vidin)

- Rainha Doroteia da Bósnia
- Constantino II da Bulgária (n. no início dos anos 1370, r. 1397–1422 em Vidin e no exílio)

- João Sismanes da Bulgária (n. 1350/1351, r. 1371–1395 em Tarnovo)

- Patriarca José II de Constantinopla? (possível filho ilegítimo) (r. 1416–1439)
- Fruzines (m. c. 1460)

## Lista de Monarcas

### Principado/Czarado de Vidin
| Imagem | Nome        | De   | Até  | Breve descrição |
| ------ | ----------- | ---- | ---- | --- |
|        | Sismanes    | 1280 | 1308 | Fundador da dinastia. |
|        | Miguel I    | 1308 | 1323 | Filho do cnezo Sismanes, eleito imperador da Bulgária com o nome de Miguel Asen III.                                              |
|        | Belaur      | 1323 | 1337 | Irmão do cnezo Miguel I. |
|        | Miguel II   | 1337 | 1356 | filho do cnezo Michael I. |
|        | Esracimir   | 1356 | 1397 | Teceiro filho de João Alexandre. Reinou em Vidin. Capturado pelos otomanos em 1396 e aprisionado em Bursa, onde foi estrangulado. |
|        | Constantino | 1397 | 1418 | Passou a maior parte da vida no exílio. A maior parte dos historiadores não o incluem na lista de monarcas búlgaros.              |

### Despotado de Dobruja
| Imagem | Nome      | De   | Até  | Breve descrição                                                    |
| ------ | --------- | ---- | ---- | ------------------------------------------------------------------ |
|        | Esracimir | 1300 | 1330 | Pai do imperador João Alexandre da Bulgária.                       |
|        | Ceratza   | 1330 | 1340 | Esposa de Esracimir e mãe do imperador João Alexandre da Bulgária. |

### Segundo Império Búlgaro
| Imagem | Nome                     | De   | Até  | Breve descrição |
| ------ | ------------------------ | ---- | ---- | --- |
|        | Miguel Asen III Sismanes | 1330 | 1308 | Boiardo de Vidin. Ferido mortalmente na Batalha de Velebusdo em 28 de julho de 1330 contra os sérvios. |
|        | João Estêvão             | 1330 | 1331 | Filho de Miguel Asen III Sismanes. Deposto em março de 1331, fugiu para a Sérvia. Might have died in 1373.                                                                                                  |
|        | João Alexandre           | 1331 | 1371 | Boiardo em Lovech. Descendente das dinastias Asen, Terter e Sismanes. Segunda era de ouro da cultura búlgara. Morreu de causas naturais em 17 de fevereiro de 1371, dividindo a Bulgária entre seus filhos. |
|        | João Sismanes            | 1371 | 1393 | Quarto filho de João Alexandre. Decapitado pelos otomanos em 3 de junho de 1395. |

### Principado de Valona
| Imagem | Nome      | De   | Até  | Breve descrição |
| ------ | --------- | ---- | ---- | --- |
|        | Comneno   | 1346 | 1363 | Irmão do imperador João Alexandre.                                                                                          |
|        | Alexandre | 1363 | 1368 | Filho de Comneno. |
|        | Comnena   | 1368 | 1396 | Filha de Comneno. Casou-se com Balša II Balšić (r. 1372–1385), senhor de Kanina e Valona, e, futuramente, duque da Albânia. |

### Principado de Serres
| Imagem | Nome   | De   | Até  | Breve descrição                                                                              |
| ------ | ------ | ---- | ---- | -------------------------------------------------------------------------------------------- |
|        | Helena | 1355 | 1367 | Filha de Esracimir de Kran e Ceratza Petritza, irmã do imperador João Alexandre da Bulgária. |